# ایرو یاروی
ایرو یاروی (فنلاندی: Iiro Järvi؛ زادهٔ ۲۳ مارس ۱۹۶۵) بازیکن هاکی روی یخ اهل فنلاند بود.
از افتخارات وی میتوان به کسب مدال نقره در بازی‌های المپیک زمستانی ۱۹۸۸ اشاره کرد.